# Imma trichinota
Imma trichinota är en fjärilsart som beskrevs av Edward Meyrick 1906. Imma trichinota ingår i släktet Imma och familjen Immidae. Inga underarter finns listade i Catalogue of Life.